# Onkimätäs
Onkimätäs är en ö i Finland. Den ligger i sjön Roine och i kommunen Pälkäne i den ekonomiska regionen Tammerfors och landskapet Birkaland, i den södra delen av landet, 140 km norr om huvudstaden Helsingfors. Öns area är 1,7 hektar och dess största längd är 220 meter i sydväst-nordöstlig riktning.